# Starfighter (téléfilm)
Pour les articles homonymes, voir Starfighter.
Pour plus de détails, voir Fiche technique et Distribution.
Starfighter est un téléfilm allemand sorti en 2015 et réalisé par Miguel Alexandre.
Le film retrace le scandale du Starfighter, un avion de combat américain, qui causa plus d'une centaine de morts entre 1961 et 1989 parmi les pilotes de la Luftwaffe, l’armée de l’air de la République fédérale d'Allemagne (RFA).

## Synopsis
Au début des années 1960, l'armée de l'air ouest-allemande renouvelle sa flotte de chasseurs et s'équipe du F-104 Starfighter construit par l'avionneur américain Lockheed. Rapidement, les accidents et les incidents techniques s'enchaînent, causant la mort de nombreux pilotes. Quand le pilote Harry Schäfer est à son tour victime d'un accident, sa femme Betti entame un long combat contre l'armée, le gouvernement et le constructeur Lockheed pour découvrir la vérité et trouver les responsables.

## Distribution
- Picco von Groote : Betti Schäfer
- Steve Windolf : Harry Schäfer
- Frederick Lau : Richie Weichert
- Alice Dwyer : Helga Waldek
- Paula Kalenberg : Evi Kranz
- Christoph Schechinger : Werner Kranz

## Autour du film
Ce film est tiré d'une histoire vraie, l'un des plus grands scandales de l'après-guerre de la République Fédérale d'Allemagne. Les milieux militaires et politiques allemands de l'époque sacrifièrent 116 pilotes pour faire aboutir leurs projets. Le Spiegel salue l'exactitude du film, qui lui confère une qualité de documentaire.